# 瑞麟

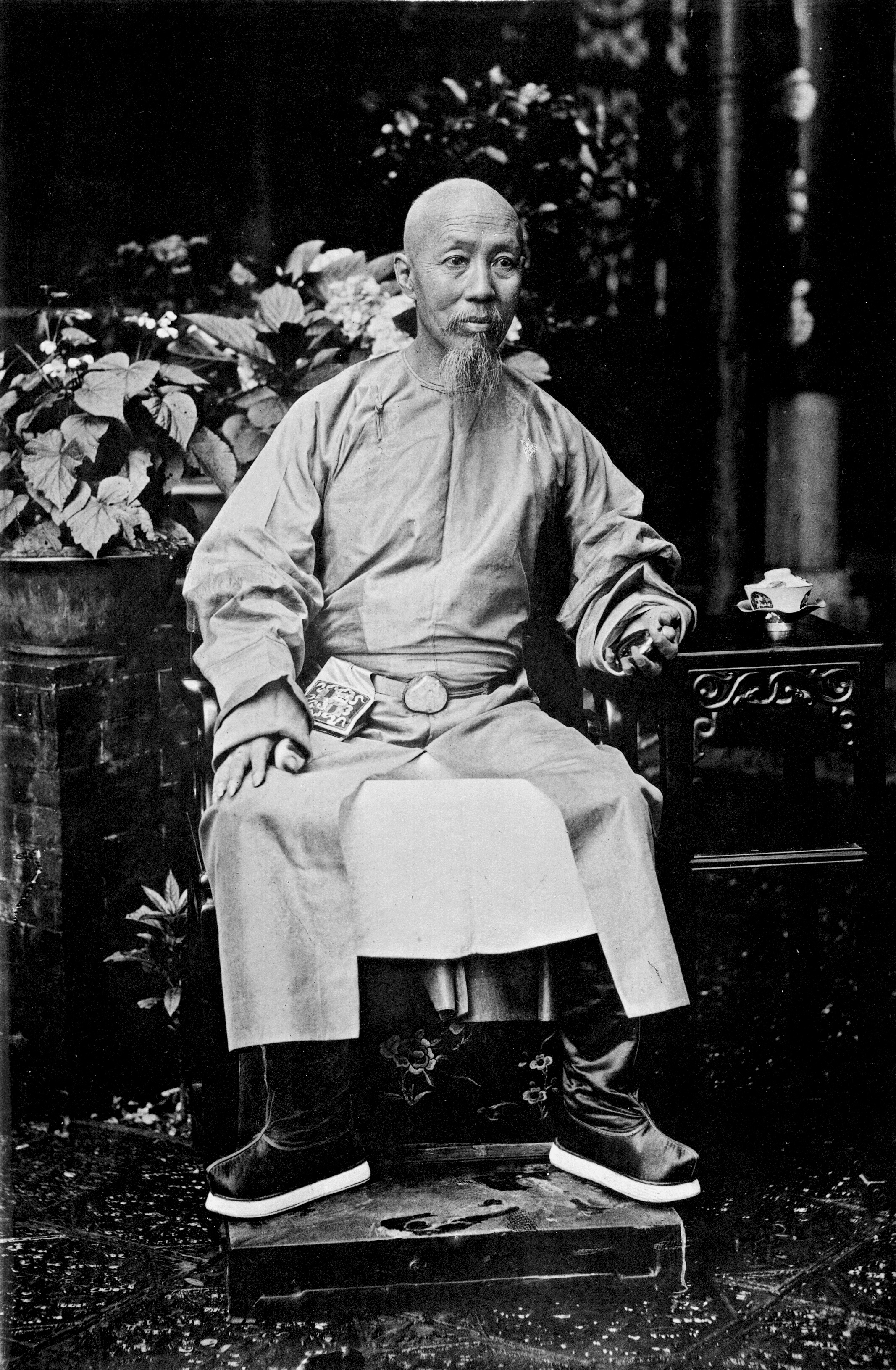
兩廣總督任內的瑞麟

瑞麟（穆麟德轉寫：žuilin，1809年—1874年），字澄泉，葉赫那拉氏，滿洲正藍旗人，清朝大臣。歷任太常寺少卿、內閣學士、禮部侍郎、軍機大臣、戶部侍郎、禮部尚書、戶部尚書、兩廣總督、文淵閣大學士、文華殿大學士。
文生員出身，咸豐三年，入值軍機。
同治二年，任廣州將軍；同治五年，奉旨接替吳棠擔任兩廣總督，一任九年。十三年卒，追贈太子太保，諡文莊。
瑞麟去世後，粵海關報告提到，外國官員對瑞麟交口稱讚：完全可與歐美模範政治家媲美。
其子精神病且癱瘓，被認為是縱容武將在清鄉時濫殺的報應。

## 延伸阅读
[在维基数据编辑]
 《清史稿·卷388》，出自趙爾巽《清史稿》
 在维基共享资源阅览影像